# Fodor István (régész)
Fodor István (Zenta, 1943. szeptember 9. – Budapest, 2021. április 3.) magyar régész, múzeumigazgató.

## Élete
A törökszentmiklósi gimnázium reál tagozatán érettségizett 1962-ben. A Szegedi Egyetem magyar–orosz–német szakára jelentkezett, de végül ösztöndíjasként a moszkvai Lomonoszov Egyetem Történettudományi Karán folytatta tanulmányait. 1967-ben végzett, történelem és régészet szakon. Közben három évig a Keleti Nyelvek Intézetében turkológiát hallgatott. Részt vett hazai és szovjetunióbeli feltárásokon, valamint számos szovjet múzeum gyűjteményét eredetiben vizsgálta (Kazany, Ufa, Joskar-Ola, Volgográd, Kijev). Szakdolgozatát a volgai bolgárok korai emlékanyagából írta.
Hazatérése után, 1967-ben a Nemzeti Múzeumban helyezkedett el, ahol előbb segédmuzeológus, majd muzeológus, 1976-ban pedig tudományos titkár lett. Közben szinkrontolmácsként is dolgozott. 1978-ban kinevezték a Középkori Osztály vezetőjévé, 1986-ban pedig a múzeum főigazgatójává. Ezt a posztot 1993-ig töltötte be. Címzetes főigazgatói minőségében később is a múzeum régészeként dolgozott. Fő kutatási területe a magyar őstörténet és a honfoglalás korának régészete volt.
Archeológiai tevékenysége elsődlegesen az Alföldhöz, főleg Hajdúdorog térségéhez kötötte, ahol 1977-től tizenöt helyszínen végzett feltárásokat. A Dunakanyarban is részt vett több ásatáson: egyetemi hallgatóként, 1963-ban a visegrádi Alsóvár, egy évvel később az esztergomi vár feltárásán, később pedig, már a Nemzeti Múzeum tudományos munkatársaként a bős–nagymarosi vízlépcső építését megelőző leletmentéseken, Pilismaróton dolgozott. Kandidátusi értekezését 1982-ben védte meg, A honfoglaló magyarság kultúrájának keleti gyökerei címmel.
Tagja volt többek között a Baltisztikai Intézetnek, a Szláv Régészeti Unió állandó bizottságának, az eurázsiai steppei népek kutatási koordinációra alakult bizottságának, a Societas Uralo-Altaicának, a Finnugor Kongresszusok Nemzetközi Bizottságának és a Magyar–Orosz Történész Vegyesbizottságnak. A Magyar–Ukrán Történész Vegyesbizottságnak társelnöke, az Ásatási Bizottságnak hosszú ideig titkára, az Uralisztikai Bizottságnak és a Finnugor Kongresszusok Magyar Nemzeti Bizottságának pedig öt évig elnöke volt, ezenkívül tagja az MTA Régészeti Bizottságának, 1986-tól pedig a Múzeumok Nemzetközi Tanácsának (ICOM). Számos kiállítás rendezésében is közreműködött. 1988-ban ő készítette elő a kínai agyaghadsereg tárlatát.
1989–2000 között részt vett a Szovjetunióba hurcolt magyar műkincsek felkutatásában, 1994-től miniszteri biztosként. E minőségében, a kárt szenvedett országok összefogásának kezdeményezőjeként instrumentális szerepet vállalt a The Spoils of War (Hadizsákmány) elnevezésű nemzetközi szimpózium megrendezésében (New York, 1995), melynek anyaga később könyv formában is megjelent.
1974-től oktatott, eleinte párhuzamosan a Szegedi Egyetemen és az ELTE-n, később, 2008-ig már csak Szegeden. 1989-ben újraélesztették az ötvenes évek elején megszüntetett Régészeti Tanszéket, amelynek docensként 1997–2008 között tanszékvezetője és intézetvezetője volt. Meghívott előadóként Németországban és Finnországban is tartott előadásokat.

## Könyvei (válogatás)
- Verecke híres útján... A magyar nép őstörténete és a honfoglalás. In: Magyar História (sorozat). Gondolat, Bp., 1975, 1980
- A magyarság születése. Adams Kft., Bp., 1992
- A Magyar Nemzeti Múzeum. Helikon, Bp., 1992 (társszerző)
- Őseink nyomában – A vándorló, honszerző és kalandozó magyarok képes krónikája. Magyar Könyvklub – Helikon, Bp., 1996 (társszerző)
- Őstörténet és honfoglalás. Kossuth, Bp., 2009
- A magyar őstörténet és a honfoglalás kor kronológiája. MNM, Bp., 2015
- Mikor volt a honfoglalás? In: A magyar történelem rejtélyei (sorozat); Kossuth, Bp., 2016

Egyéb publikációk (válogatás)
- Vázlatok a finnugor őstörténet régészetéből. Régészeti Füzetek II/15., Bp., 1973
- Az uráli és finnugor őshaza kérdéséről. MTA II. OK 26, 279−304., 1977
- Altungarn, Bulgarotürken und Ostslawen in Südrussland. Acta antiqua et archaeologica 20., Szeged, 1977 (tsz.: Szádeczky-Kardoss Samu)
- Vélemény a bodrog-bűi rovásírásleletről. História, 21/8 (1999)
- Finnugor régészet − egykor és ma. In: Vade mecum! A huszonötödik óra. A Berzsenyi Dániel Főiskola Uralisztikai Tanszékének jubileumi konferenciája, Szombathely, 2001
- Szkíta aranykincsek. Kiállítás a Magyar Nemzeti Múzeumban, 2009. március 25. – május 31. Szerk.: F. I., Kulcsár Valéria; MNM, Bp., 2009
- Őstörténeti viták és álviták. Csodaszarvas IV. (2012)
- Az idő mérlegén: László Gyula életműve (1910–1998). Rubicon, 2011/11
- Őseink legendái. Rubicon, 2012/4–5

## Film
Moszkvából hazatérve Fodor a Filmgyár tolmácsaként közreműködött Jancsó Miklós filmje, a Csillagosok, katonák oroszországi részeinek forgatásán. Később színészként is feltűnt: Vitézy László Vörös föld c. dokumentarista játékfilmjében (1982) a Bauxitkutató Intézet igazgatóját, Kraft Istvánt alakította.

## Elismerései
- Móra Ferenc-díj[4] (1994)
- A Magyar Köztársasági Érdemrend kiskeresztje (1997)
- Széchényi Emlékérem (2002)
- Hajdúdorog díszpolgára (2002)
- Bercsényi Emlékérem (Törökszentmiklós) (2003)
- Pedagógus Szolgálati Emlékérem (2008)
- Orosz állami kitüntetés a tatár kultúra terén végzett tevékenységéért (2010)
- A Magyar Érdemrend tisztikeresztje[5] (2016)